# Élections régionales de 2017 en Schleswig-Holstein
Les élections régionales de 2017 en Schleswig-Holstein (en allemand : Landtagswahl im Schleswig-Holstein 2017) se tiennent le 7 mai 2017, afin d'élire les 69 députés de la 19e législature du Landtag, pour un mandat de cinq ans. Du fait des résultats et en application de la loi électorale, 73 députés sont finalement élus.
Le scrutin, premier à se tenir à terme depuis celui de 2005, est marqué par la victoire de l'Union chrétienne-démocrate à la majorité relative et la défaite de la « coalition en feu tricolore danois » du social-démocrate Torsten Albig, au pouvoir depuis cinq ans.
Le chrétien-démocrate Daniel Günther accède au pouvoir sept semaines plus tard, après avoir constitué la deuxième « coalition jamaïcaine » régionale allemande, avec Les Verts et le Parti libéral.

## Contexte
Lors des élections régionales anticipées du 6 mai 2012, l'Union chrétienne-démocrate d'Allemagne (CDU) au pouvoir depuis sept ans arrive de justesse en tête, avec moins d'un demi-point d'avance sur le Parti social-démocrate d'Allemagne (SPD), qui a gouverné le Land entre 1988 et 2005. L'Alliance 90 / Les Verts (Grünen) réalise le meilleur score de son histoire régionale avec 13,2 % des voix tandis que le Parti des pirates (Piraten) entre au Landtag avec 8 % des suffrages.
La « coalition noire-jaune » entre l'Union chrétienne-démocrate et le Parti libéral-démocrate (FDP) ayant perdu sa majorité absolue, le chef de file du Parti social-démocrate Torsten Albig entame des négociations avec Les Verts et la Fédération des électeurs du Schleswig du Sud (SSW) pour constituer une « coalition en feu tricolore danois » disposant de 35 députés sur 69, soit l'exacte majorité absolue. Il est investi ministre-président cinq semaines après la tenue du scrutin.

## Mode de scrutin
Le Landtag est constitué de 69 députés (en allemand : Mitglied des Landtags, MdL), élus pour une législature de cinq ans au suffrage universel direct et suivant le scrutin proportionnel de Sainte-Lagüe.
Chaque électeur dispose de deux voix : la première (Erststimme) lui permet de voter pour un candidat de sa circonscription, selon les modalités du scrutin uninominal majoritaire à un tour, le Land comptant un total de 35 circonscriptions ; la seconde (Zweitstimme) lui permet de voter en faveur d'une liste de candidats présentée par un parti au niveau du Land.
Lors du dépouillement, l'intégralité des 69 sièges est répartie à la proportionnelle des secondes voix entre les partis ayant remporté au moins 5 % des suffrages exprimés (sauf le parti représentant la minorité danoise) ou une circonscription. Si un parti a remporté des mandats au scrutin uninominal, ses sièges sont d'abord pourvus par ceux-ci.
Dans le cas où un parti obtient plus de mandats au scrutin uninominal que la proportionnelle ne lui en attribue, il conserve ces mandats supplémentaires (Überhangmandat) et des mandats complémentaires (Ausgleichsmandat) sont attribués aux autres partis afin de rétablir une composition du Landtag proportionnelle aux secondes voix, tout en gardant un nombre impair le total de députés.

## Campagne

### Principaux partis
| Parti | Parti                                                                              | Idéologie                                                                   | Chef de file                           | Résultat en 2012           |
| ----- | ---------------------------------------------------------------------------------- | --------------------------------------------------------------------------- | -------------------------------------- | -------------------------- |
|       | Union chrétienne-démocrate d'Allemagne Christlich Demokratische Union Deutschlands | Centre droit Démocratie chrétienne, libéral-conservatisme                   | Daniel Günther                         | 30,8 % des voix 22 députés |
|       | Parti social-démocrate d'Allemagne Sozialdemokratische Partei Deutschlands         | Centre gauche Social-démocratie, troisième voie, progressisme               | Torsten Albig (Ministre-président)     | 30,4 % des voix 22 députés |
|       | Alliance 90 / Les Verts Bündnis 90/Die Grünen                                      | Centre gauche Écologie politique, progressisme                              | Monika Heinold (Ministre des Finances) | 13,2 % des voix 10 députés |
|       | Parti libéral-démocrate Freie Demokratische Partei                                 | Centre à centre droit Libéralisme économique, libéralisme                   | Wolfgang Kubicki                       | 8,2 % des voix 6 députés   |
|       | Parti des pirates Piratenpartei Deutschland                                        | Attrape-tout Social-libéralisme, progressisme, protection de la vie privée  | Patrick Breyer                         | 8,2 % des voix 6 députés   |
|       | Fédération des électeurs du Schleswig du Sud Südschleswigscher Wählerverband       | Centre gauche Minorité danoise, régionalisme, social-libéralisme            | Lars Harms (de)                        | 4,6 % des voix 3 députés   |
|       | Die Linke                                                                          | Extrême gauche à gauche Socialisme démocratique, anticapitalisme, populisme | Marianne Kolter                        | 2,3 % des voix 0 député    |
|       | Alternative pour l'Allemagne Alternative für Deutschland                           | Droite à extrême droite National-conservatisme, euroscepticisme, populisme  | Jörg Nobis (de)                        | Inexistant                 |

### Sondages
| Institut                | Date       | CDU  | SPD  | Grünen | FDP   | Piraten | SSW | Linke | AfD |
| ----------------------- | ---------- | ---- | ---- | ------ | ----- | ------- | --- | ----- | --- |
| Institut                | Date       |      |      |        |       |         |     |       |     |
| INSA                    | 29/04/2017 | 32 % | 29 % | 12 %   | 11 %  | -       | 3 % | 4,5 % | 6 % |
| INSA                    | 29/04/2017 | 33 % | 29 % | 12 %   | 10 %  | -       | 4 % | 5 %   | 5 % |
| Infratest dimap         | 27/04/2017 | 32 % | 31 % | 12 %   | 8,5 % | -       | 3 % | 4,5 % | 6 % |
| Forschungsgruppe Wahlen | 27/04/2017 | 32 % | 30 % | 12 %   | 9 %   | -       | 3 % | 5 %   | 6 % |
| Infratest dimap         | 20/04/2017 | 31 % | 33 % | 12 %   | 9 %   | -       | 3 % | 4 %   | 5 % |
| Infratest dimap         | 06/04/2017 | 30 % | 33 % | 12 %   | 9 %   | -       | 3 % | 4 %   | 7 % |
| Infratest dimap         | 16/03/2017 | 27 % | 33 % | 14 %   | 9 %   | -       | 3 % | 4 %   | 7 % |
| Infratest dimap         | 09/12/2016 | 34 % | 26 % | 15 %   | 9 %   | -       | 3 % | 5 %   | 6 % |
| INSA                    | 19/10/2016 | 26 % | 31 % | 13 %   | 12 %  | 1 %     | 4 % | 4 %   | 6 % |
| Forsa                   | 16/04/2016 | 28 % | 28 % | 16 %   | 9 %   | 1 %     | 4 % | 3 %   | 9 % |

## Résultats

### Voix et sièges
|                          |                                                    |                                                    |                  |                  |                  |                  |           |        |        |              |               |  |  |  |  |
| Partis                   | Partis                                             | Partis                                             | Circonscriptions | Circonscriptions | Circonscriptions | Circonscriptions | Listes    | Listes | Listes | Total sièges | +/-           |  |  |  |  |
| Partis                   | Partis                                             | Partis                                             | Votes            | %                | Sièges           | +/−              | Votes     | %      | Sièges | Total sièges | +/-           |  |  |  |  |
|                          | Union chrétienne-démocrate d'Allemagne (CDU)       | Union chrétienne-démocrate d'Allemagne (CDU)       | 563 659          | 38,59            | 25               | 3                | 470 312   | 31,98  | 0      | 25           | 3             |  |  |  |  |
|                          | Parti social-démocrate d'Allemagne (SPD)           | Parti social-démocrate d'Allemagne (SPD)           | 478 438          | 32,75            | 10               | 3                | 400 635   | 27,24  | 11     | 21           | 1             |  |  |  |  |
|                          | Alliance 90 / Les Verts (Grünen)                   | Alliance 90 / Les Verts (Grünen)                   | 131 107          | 8,98             | 0                | en stagnation    | 189 728   | 12,90  | 10     | 10           | en stagnation |  |  |  |  |
|                          | Parti libéral-démocrate (FDP)                      | Parti libéral-démocrate (FDP)                      | 105 770          | 7,24             | 0                | en stagnation    | 168 521   | 11,46  | 9      | 9            | 3             |  |  |  |  |
|                          | Alternative pour l'Allemagne (AfD)                 | Alternative pour l'Allemagne (AfD)                 | 60 810           | 4,16             | 0                | en stagnation    | 86 275    | 5,87   | 5      | 5            | 5             |  |  |  |  |
|                          | Die Linke (Linke)                                  | Die Linke (Linke)                                  | 51 049           | 3,49             | 0                | en stagnation    | 55 833    | 3,80   | 0      | 0            | en stagnation |  |  |  |  |
|                          | Fédération des électeurs du Schleswig du Sud (SSW) | Fédération des électeurs du Schleswig du Sud (SSW) | 30 149           | 2,06             | 0                | en stagnation    | 48 941    | 3,33   | 3      | 3            | en stagnation |  |  |  |  |
|                          | Parti des pirates (Piraten)                        | Parti des pirates (Piraten)                        | 21 887           | 1,50             | 0                | en stagnation    | 17 053    | 1,16   | 0      | 0            | 6             |  |  |  |  |
|                          | Parti des familles d'Allemagne (FAMILIE)           | Parti des familles d'Allemagne (FAMILIE)           | 2 393            | 0,16             | 0                | en stagnation    | 9 262     | 0,63   | 0      | 0            | en stagnation |  |  |  |  |
|                          | Électeurs libres (FW)                              | Électeurs libres (FW)                              | 7 816            | 0,53             | 0                | en stagnation    | 8 369     | 0,57   | 0      | 0            | en stagnation |  |  |  |  |
|                          | Die PARTEI                                         | Die PARTEI                                         | 1 908            | 0,13             | 0                | en stagnation    | 8 219     | 0,56   | 0      | 0            | en stagnation |  |  |  |  |
|                          | Zukunft. Schleswig-Holstein (Z.SH)                 | Zukunft. Schleswig-Holstein (Z.SH)                 | 1 167            | 0,08             | 0                | en stagnation    | 4 333     | 0,29   | 0      | 0            | en stagnation |  |  |  |  |
|                          | Réformateurs libéraux-conservateurs (LKR)          | Réformateurs libéraux-conservateurs (LKR)          | 2 739            | 0,19             | 0                | en stagnation    | 3 053     | 0,21   | 0      | 0            | en stagnation |  |  |  |  |
|                          | Candidats indépendants                             | Candidats indépendants                             | 1 851            | 0,13             | 0                | en stagnation    | 0         | 0,00   | 0      | 0            | en stagnation |  |  |  |  |
|                          |                                                    |                                                    |                  |                  |                  |                  |           |        |        |              |               |  |  |  |  |
| Votes valides            | Votes valides                                      | Votes valides                                      | 1 460 690        | 98,40            |                  |                  | 1 470 548 | 99,06  |        |              |               |  |  |  |  |
| Votes blancs et nuls     | Votes blancs et nuls                               | Votes blancs et nuls                               | 23 763           | 1,60             | 13 905           | 0,94             |           |        |        |              |               |  |  |  |  |
| Total                    | Total                                              | Total                                              | 1 484 453        | 100              | 35               | en stagnation    | 1 484 453 | 100    | 38     | 73           | 4             |  |  |  |  |
| Abstentions              | Abstentions                                        | Abstentions                                        | 826 388          | 35,76            |                  |                  | 826 388   | 35,76  |        |              |               |  |  |  |  |
| Inscrits / participation | Inscrits / participation                           | Inscrits / participation                           | 2 310 841        | 64,24            | 2 310 841        | 64,24            |           |        |        |              |               |  |  |  |  |

### Analyse sociologique
| Catégorie                      | CDU  | SPD  | Grünen | FDP  | AfD | Linke | SSW | Piraten |
| ------------------------------ | ---- | ---- | ------ | ---- | --- | ----- | --- | ------- |
| Catégorie                      |      |      |        |      |     |       |     |         |
| Sexe                           |      |      |        |      |     |       |     |         |
| Hommes                         | 31 % | 27 % | 11 %   | 13 % | 7 % | 4 %   | 3 % | 1 %     |
| Femmes                         | 32 % | 27 % | 16 %   | 10 % | 4 % | 4 %   | 4 % | 1 %     |
| Âge                            |      |      |        |      |     |       |     |         |
| Moins de 30 ans                | 22 % | 26 % | 16 %   | 10 % | 6 % | 7 %   | 5 % | 3 %     |
| 30-44 ans                      | 29 % | 24 % | 12 %   | 11 % | 9 % | 5 %   | 5 % | 1 %     |
| 45-59 ans                      | 30 % | 29 % | 15 %   | 11 % | 6 % | 3 %   | 3 % | 1 %     |
| Plus de 60 ans                 | 40 % | 29 % | 10 %   | 13 % | 4 % | 2 %   | 2 % | 0 %     |
| Statut                         |      |      |        |      |     |       |     |         |
| Ouvrier                        | 28 % | 34 % | 8 %    | 8 %  | 8 % | 5 %   | 4 % | 1 %     |
| Employé                        | 31 % | 29 % | 14 %   | 11 % | 5 % | 4 %   | 3 % | 1 %     |
| Fonctionnaire                  | 39 % | 25 % | 14 %   | 14 % | 3 % | 2 %   | 2 % | 1 %     |
| Indépendant                    | 37 % | 16 % | 14 %   | 19 % | 7 % | 3 %   | 2 % | 1 %     |
| Études                         |      |      |        |      |     |       |     |         |
| Hauptschulabschluss            | 33 % | 36 % | 7 %    | 9 %  | 6 % | 2 %   | 4 % | 0 %     |
| Mittlere Reife                 | 33 % | 27 % | 11 %   | 10 % | 8 % | 4 %   | 4 % | 1 %     |
| Abitur (baccalauréat)          | 28 % | 23 % | 18 %   | 12 % | 6 % | 5 %   | 3 % | 1 %     |
| Hochschulabschluss (supérieur) | 30 % | 23 % | 21 %   | 13 % | 4 % | 4 %   | 2 % | 1 %     |

### Conséquences
Alors que la coalition en feu tricolore « danoise » perd la courte majorité absolue dont elle disposait depuis cinq ans, le président du FDP du Land Wolfgang Kubicki indique au lendemain du scrutin qu'il refuse de constituer une coalition en feu tricolore avec le SPD et les Grünen, et qu'il ne croit pas non plus à la formation d'une « grande coalition ». Il se montre parallèlement ouvert à la réunion d'une « coalition jamaïcaine » unissant son parti à la CDU et aux écologistes, qui réunirait 44 députés sur 73. De son côté, si elle n'exclut pas une telle solution, la présidente du groupe parlementaire des écologistes Eka von Kalben fait connaître le 9 mai sa préférence pour une alliance unissant les sociaux-démocrates, sa formation politique et les libéraux-démocrates, qui disposerait de 40 sièges. Le 23 mai, un congrès extraordinaire de l'Alliance 90 / Les Verts valide finalement à une forte majorité l'ouverture de discussions avec l'Union chrétienne-démocrate et le Parti libéral-démocrate.
Les trois partis annoncent le 13 juin être parvenus à un accord de coalition qui permet l'investiture de Günther et de son gouvernement par le Landtag 15 jours plus tard. Ce n'est que la seconde fois, après la Sarre en 2009, qu'une « coalition jamaïcaine » est formée au niveau d'un Land.